# 装配应力
装配应力（assembly stress），是機械零組件在装配时由加工误差引起的内應力。加工构件时，尺寸上的一些微小误差是难以避免的。对静定结构而言，加工误差只不过是造成结构几何形状的轻微变化，不会引起内力。但对于超静定结构，加工误差往往要引起装配应力。